# لجنة العدالة الانتقالية
لجنة العدالة الانتقالية (بالصينية: 促進轉型正義委員會؛ البينيين: Cùjìn Zhuǎnxíng Zhèngyì Wěiyuánhuì) كانت وكالة حكومية مستقلة في جمهورية الصين (تايوان) عملت في الفترة من 31 مايو 2018 إلى 30 مايو 2022 بناءً على قانون تعزيز العدالة الانتقالية. كانت اللجنة مسؤولة عن التحقيق في الإجراءات التي اتخذتها قوات الكومينتانغ في الفترة من 15 أغسطس 1945 إلى 6 نوفمبر 1992. تشمل الأهداف الرئيسية للجنة: تسهيل الوصول إلى الأرشيفات السياسية وإزالة الرموز الاستبدادي ومعالجة الظلم القضائي وإعداد تقرير تاريخي يحدد الخطوات اللازمة لتعزيز العدالة الانتقالية.

## التاريخ
أقر مجلس اليوان التشريعي قانون تعزيز العدالة الانتقالية ( 促進轉型正義條例 ) في 5 ديسمبر 2017. سعى القانون إلى تصحيح المظالم التي ارتكبتها حكومة الكومينتانغ الاستبدادية لجمهورية الصين في تايوان، ولهذه الغاية أنشأت لجنة العدالة الانتقالية للتحقيق في الإجراءات المتخذة من 15 أغسطس 1945 إلى 6 نوفمبر 1992، عندما رفع الرئيس لي تينغ هوي الأحكام المؤقتة ضد التمرد الشيوعي لمقاطعة فوجيان، جمهورية الصين.
تشمل أهداف اللجنة الرئيسية: تسهيل الوصول إلى الأرشيفات السياسية وإزالة الرموز الاستبدادي ومعالجة الظلم القضائي وإعداد تقرير تاريخي يحدد الخطوات اللازمة لتعزيز العدالة الانتقالية. اختير هوانغ هوانغ - هسيونغ لرئاسة اللجنة  رُشح خمسة أعضاء آخرين لرئاسة اللجنة في 31 مارس 2018: تشانغ تين-تشين وهوا ييه فين وهسو هسويه-تشي وإلينغ تاليجاراوي وجريغ يو. بينغ جن-يو ويانغ تسوي وييه هونغ-لينغ في 7 أبريل. أُكد المرشحين التسعة في مايو 2018 إلا أن الكومينتانغ وحزب الشعب الأول امتنعوا عن التصويت. بدأت اللجنة عملها في 31 مايو 2018.
استقال نائب رئيس مجلس الإدارة تشانغ تين-تشين من اللجنة بعد فضيح في 12 سبتمبر 2018، استقال هوانغ هوانغ هسيونج من الرئاسة في 6 أكتوبر 2018، ثم عين يانغ تسوي (楊翠) رئيسًا بالنيابة.

### العمل مع منظمات العدالة الانتقالية الأخرى
عملت اللجنة مع منظمات أخرى مكرسة للعدالة الانتقالية مثل مؤسسة 18 مايو التذكارية من كوريا الجنوبية ووكالة سجلات ستاسي ألمانيا. افتتح معرض في انتفاضة غوانغجو في تايبيه في 6 ديسمبر 2019 وتم توقيع خطاب نية لعقد ورش عمل منتظمة مع وكالة سجلات ستاسي في 13 ديسمبر 2019.

## التوصيات والتشريعات أو الإجراءات الناتجة
قدمت اللجنة عدة توصيات نتج عنها تشريعات أهمها:
- توصيات بتبرئة الأشخاص المدانين بارتكاب جرائم أثناء الإرهاب الأبيض. جاءت التوصية الأولى وهي الأولى أيضًا في تاريخ تايوان في 5 أكتوبر 2018، عندما تم تبرئة 1270 شخصًا منهم الكاتب يانغ كوي و27 من سكان تايوان الأصليين.[19][20][21] تم تبرئة 1056 شخصًا في 27 فبراير.[22] تم تبرئة 3062 شخصًا في 30 مايو 2019 منهم نائب الرئيس السابق أنيت لو وعمدة كاوشيونغ تشن تشو السابق وشي مينغ تيه.[23] حتى الآن تم تبرئة 5،837 شخصًا بسبب توصيات اللجنة [24]
- أوصت اللجنة بإيقاف حارس الشرف في القاعة تشيانغ كاي شيك التذكارية في 17 ديسمبر 2018، لأنها رمز للعهد الاستبدادي. كما أوصت اللجنة بأن تعرض القاعة معارض دائمة مخصصة لحقوق الإنسان والديمقراطية.[25]
- أعلنت اللجنة في 30 مارس 2019 عزمها على مسح الطرق في تايوان التي تحمل اسم شيانغ كاي شيك لاحتمال إعادة تسميتها ومسح حول تماثيل تشيانغ في الحدائق في جميع أنحاء البلاد لاحتمال إزالتها.[26]
- أقر المجلس التشريعي في 4 يوليو 2019 مشروع قانون رفع السرية عن جميع الوثائق الحكومية المتعلقة بحادث 28 فبراير والإرهاب الأبيض وفترة التعبئة. عندما صدر القانون احتفظ مكتب الأمن القومي بملفات تتعلق بوفاة تشين ون تشن ومذبحة عائلة لين التي كانت لا تزال سرية.[27][28][29]
- أعلنت اللجنة في 7 ديسمبر 2019 أنه تم رفع السرية عن تقارير المخابرات الحكومية المتعلقة بحادث كاوشيونغ. قيل أن التقارير تظهر أن الحكومة لديها مخبر داخل العاملين في مجلة فورموزا، التي نظمت الاحتجاجات. ولم تذكر اللجنة موعد نشر التقارير للجمهور.[30]
- أصدرت اللجنة تقريرًا في 17 فبراير 2020[31] وجد أن وكالات المخابرات كانت على الأرجح متورطة في مذبحة عائلة لين وقت الأحكام العرفية. ووجد التقرير أن لين كان تحت المراقبة للسنة التي سبقت جرائم القتل، وأن مكتب الأمن القومي دمر الأدلة المتعلقة بجرائم القتل.[32]
- أصدرت اللجنة في 26 فبراير 2020 علانية قاعدة بيانات تتكون من وثائق حكومية تتعلق بالمحاكمات العسكرية خلال الأحكام العرفية، تغطي 3119 قضية قضائية. لا تحتوي قاعدة البيانات على معلومات عن أولئك الذين أعدموا بدون محاكمة.[33]
- أمر الرئيس تساي إنغ ون مكتب الأمن القومي في 28 فبراير 2020 بإلغاء السرية عن الوثائق السياسية التي طلبتها اللجنة في غضون شهر واحد.[34] نقل مكتب الأمن القومي في 28 مارس الملفات إلى إدارة المحفوظات الوطنية منها الملفات المتعلقة بجرائم قتل عائلة لين ووفاة تشين ون تشن.[35]
- نشرت اللجنة في 8 مارس 2020 تقريرًا بلغ إجماليه أكثر من 1200 صفحة بعنوان مسودة تقرير عن حقيقة الحادث 228 والعدالة الانتقالية.[36]

## الرؤساء
| No. | الاسم                       | الفترة         | الفترة        | الأيام | الحزب السياسي            |
| --- | --------------------------- | -------------- | ------------- | ------ | ------------------------ |
| 1   | Huang Huang-hsiung (黃煌雄) | 31 مايو 2018   | 6 أكتوبر 2018 | 128    | الحزب الديمقراطي التقدمي |
| 2   | Yang Tsui (楊翠)            | 16 أكتوبر 2018 | 30 مايو 2021  | 957    |                          |
| --  | Yeh Hung-ling (葉虹靈)      | 31 مايو 2021   | 30 مايو 2022  | 729    | Social Democratic Party  |